# Natuurpark Balta Mică a Brăilei

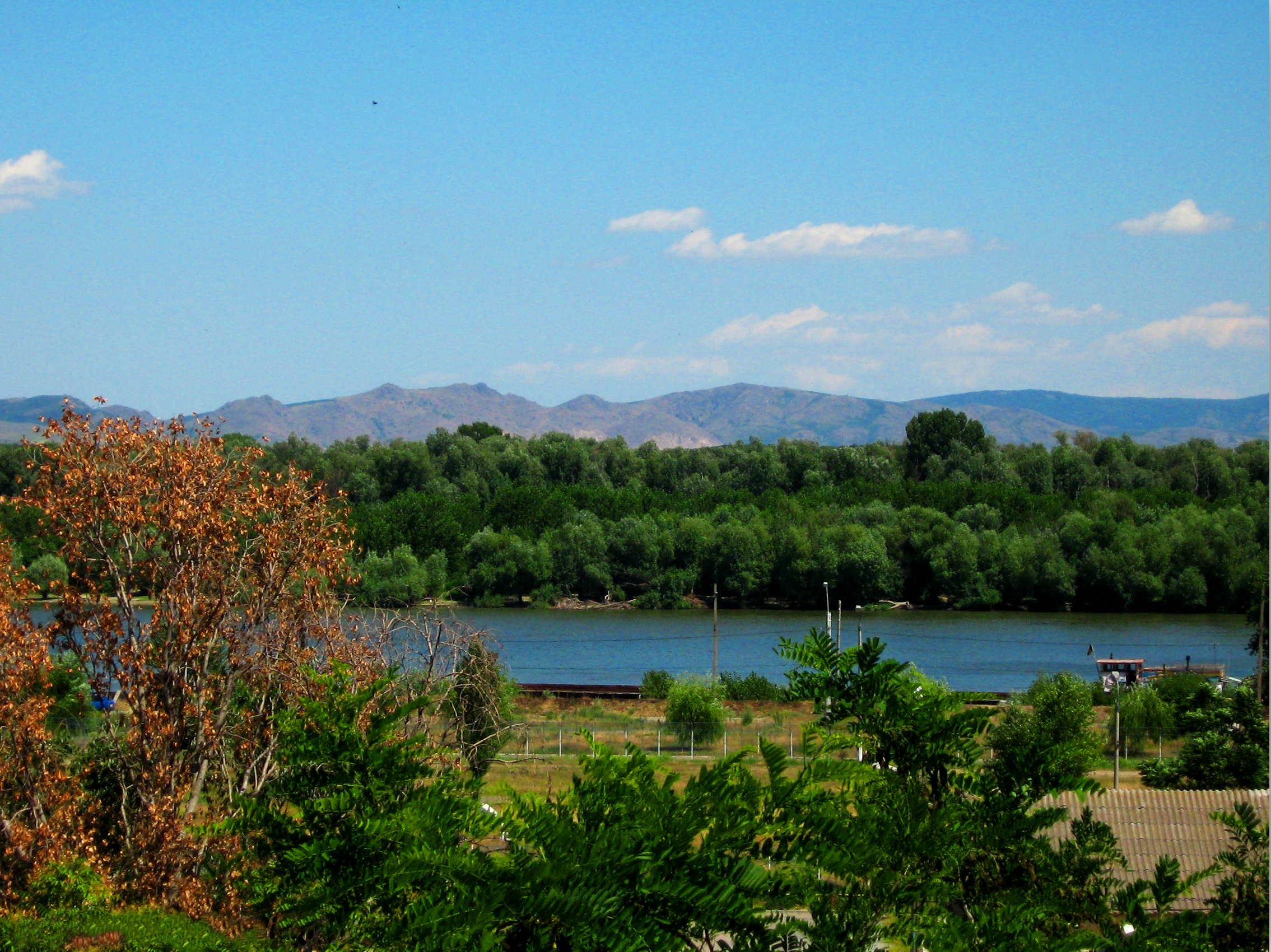

Natuurpark  Balta Mică a Brăilei (Roemeens: Parcul Natural Balta Mică a Brăilei) is een natuurpark in Roemenië. Het park is 17529 hectare groot en werd opgericht in 2000. Het natuurpark omvat de benedenloop van de Donau en het kleine Brăila-eiland. In het park komen pelikanen voor.